# Vae victis!
Vae Victis! (nach dem Ausspruch Vae victis, lateinisch für „Wehe den Besiegten“) ist eine französische Comic-Serie von Simon Rocca (Text, alias Georges Ramaïoli) und Jean-Yves Mitton (Zeichnungen), die zwischen 1991 und 2006 in insgesamt 15 Bänden beim Comic-Verlag Soleil Productions erschienen ist. Auf Deutsch erschien der Comic zunächst beim Splitter Verlag, ab Band 7 beim Verlag Kult Editionen.

## Inhalt
Das Epos erzählt die Geschichte der Britannierin Boadicca, die als Sklavin nach Rom verschleppt wird. Von dort entkommen, zieht sie unter ihrem Sklavennamen „Amber“ (eng. für „Bernstein“, so genannt wegen ihrer rotblonden Haare) zur Zeit des Gallischen Krieges (58 bis 51/50 v. Chr.) mit ihren wechselnden Gefährten durch Gallien und versucht dabei, die keltischen Stämme Galliens und Britanniens vor den Eroberungsplänen Roms unter Feldherr Julius Cäsar zu warnen. Dabei gerät sie auf der Flucht vor ihren Feinden immer wieder mitten in die blutigen Intrigen und kriegerischen Auseinandersetzungen zwischen Römern, Kelten und Germanen und trifft dabei auf die großen Gestalten dieser Zeit (Julius Cäsar, Vercingetorix, Pompejus). Schließlich wird sie, in der britannischen Heimat angekommen, mit ihrer wahren Herkunft konfrontiert. Hier erfüllt sich dann auch ihr Schicksal als Boadicca, Königin der Icener.

## Bände
1. Amber – Das Gastmahl des Crassus – ISBN 3-937102-17-5 (Ambre, le banquet de Crassus – 1991)
2. Cloduar – Mein Name ist Legion – ISBN 3-937102-20-5 (Cloduar, je me nomme légion – 1992)
3. Garak, der Leichenfledderer – ISBN 3-931758-80-X (Garak, le voleur de torques – 1992)
4. Milo, der Beschwörer der Stürme – ISBN 9783933388094 (Milon, le charmeur d'orages – 1993)
5. Didius, die Rückkehr des Scheusals – ISBN 3-933388-27-9 (Didius, le retour de l'infâme – 1994)
6. Boadicca, die rasende Kriegerin – ISBN 9783933388346 (Boadicae, la guerrière folle – 1995)
7. York, der Gaukler – ISBN 3-937102-01-9 (Yorc, le bateleur – 1996)
8. Sligo, der Thronräuber – ISBN 3-937102-13-2 (Sligo, l'usurpateur – 1996)
9. Caesar, der Eroberer – ISBN 3-937102-23-X (Caïus Julius Caesar, le conquérant – 1998)
10. Arulf, der Icener – ISBN 3-937102-31-0 (Arulf l'icénien – 1999)
11. Keltill, der Vercingetorix – ISBN 3-937102-36-1 (Celtil, le Vercingétorix – 2001)
12. Adua, Die Wölfin – ISBN 3-937102-48-5 (Adua, une louve hurle dans Avaricum – 2001)
13. Titus Labienus, der Stratege – ISBN 9789078285564 (Titus Labienus, le stratège – 2002)
14. Critovax – Jenseits der Schande – ISBN 9078285664 (Critovax, au-delà de l'ignominie – 2004)
15. Amber in Alesia – Cursum Perficio (Ambre à Alésia, „Cursum perficio“ – 2006)